# Pokolj u Karancu 17. listopada 1991.
Pokolj u Karancu je bio srpski ratni zločin iz doba srpsko-crnogorske agresije na Hrvatsku. 
Mjesto počinjenja zločina je bilo baranjsko selo Karanac, koje se nalazi na južnim padinama Banske kose, 4 km jugoistočno od Kneževih Vinograda.
Počinjen je 17. listopada 1991., nakon što su velikosrpske snage zauzele ovo mjesto.
U ovom nedjelu su četnici nakon dugog mučenja u policijskoj postaji u Belom Manastiru ubili četiri hrvatska civila, oca i njegovih troje sinova. Bez ikakvoga razloga i povoda ubili su Vinka Čička (50 godina) i njegova tri sina: 23-godišnjeg Matu, 25-godišnjeg Antu i 27 godina starog Ivana.
Žrtve su odvedene iz kuća u policijsku postaju u Beli Manastir te istog dana na pripremljeno stratište, napuštenu farmu Sudaraš, blizu Belog Manastira, gdje su ih pogubili bez svjedoka.
Srpske okupacijske vlasti su mjesec dana posprdno poricale pripadnicima obitelji ubijenih da su ta 4 civila bila u njihovoj policijskoj postaji. Tek 27. studenog 1991. su vratili doma iznakažena tijela ubijenih. Četnici su članovima obitelji zabranili otvoriti lijesove, jer su tijela bila toliko unakažena.
Velikosrbi su se okomili na ovu obitelj jer je ta kuća bila prva na ulazu u Karanac i uz to je bila hrvatska. U kontekstu ovog ratnog zločina valja spomenuti da je jedan od glavnih četnika u Belom Manastiru (prema tome kako su svjedočili Hrvati iz Karanca) jednom rekao da ga "ni četrdeset hrvatskih glava ne može zadovoljiti jer je to premalen broj". Broj od 40 Hrvata se odnosio na popis hrvatskih kuća u Karancu koje su načinile srpske pobunjeničke vlasti, po kojemu ih se toliko trebalo "osloboditi" za srpske izbjeglice.
U Karancu su četnici kasnije pobili još dvanaest Hrvata civila.
Hrvatske vlasti službeno nisu podnijele čak ni tužbu za počinjen zločin, a istražni postupak su pokrenule tek 2000., i to nakon privatne tužbe koju je podigao član obitelji. Za ovaj zločin nije do danas odgovarao nitko, premda se znade imena i prezimena osoba koje su s osnovom osumnjičene za ovaj ratni zločin.

## Vanjske poveznice
- Karanac na fallingrain.com
- Zaboravljene hrvatske žrtve (3): Karanac, Beli Manastir Feljton Glasa Koncila